# فرودگاه سوک ویجو
فرودگاه سوک ویجو (به انگلیسی: Sauce Viejo Airport) (به زبان بومی: Aeropuerto de Santa Fe - Sauce Viejo) یک فرودگاه همگانی و نظامی با کد یاتا SFN است که یک باند فرود بتن دارد و طول باند آن ۲۳۵۰ متر است. این فرودگاه در شهر سانتا فه (آرژانتین) کشور آرژانتین قرار دارد و در ارتفاع ۱۰ متری از سطح دریا واقع شده است.

## شرکت‌های هواپیمایی و مقصدهای پروازی
| شرکت‌های هواپیمایی                                   | مقصدهای پروازی        |
| --------------------------------------------------- | --------------------- |
| ارولینیاس آرژانتیناس                                | محله هوایی یورگ نوبری |
| ارولینیاس آرژانتیناس اجرا توسط اوسترال لینئاس آئراس | محله هوایی یورگ نوبری |